# Mangelia
Mangelia là một chi lớn chứa các loài ốc biển, là động vật thân mềm chân bụng sống ở biển trong họ Conidae, họ ốc cối. 

## Các loài
Các loài thuộc chi Mangelia bao gồm:
- Mangelia adansoni (Knudsen, 1952)
- Mangelia albicincta Gould, 1860[2]
- Mangelia albilonga Rolan & Otero-Schmitt, 1999[3]
- Mangelia androyensis Bozzetti, 2009[4]
- Mangelia angolensis Thiele, 1925[5]
- Mangelia attenuata (Montagu, 1803)[6]
- Mangelia barashi (van Aartsen & Fehr-de Wal, 1978)[7]
- Mangelia bertrandii (Payraudeau, 1826)[8]
- Mangelia brusinae van Aartsen & Fehr-de Wal, 1978[9]
- Mangelia caerulans (Philippi, 1844)[10]
- Mangelia callosa (Nordsieck, 1977)[11]
- Mangelia carinata Bozzetti, 2009[12]
- Mangelia carlottae (Dall, 1919)[13]
- Mangelia ceroplasta (Bush, 1885)[14]
- Mangelia climakis (Watson, 1886)[15]: đồng nghĩa của Belomitra quadruplex
- Mangelia congoensis Thiele, 1925[16]
- Mangelia costata (Pennant, 1777)[17]
- Mangelia costulata Risso, 1826
- Mangelia crebricostata Carpenter, 1864[18]
- Mangelia difficilis (Locard & Caziot, 1900)[19]
- Mangelia digressa Rolan & Otero-Schmitt, 1999[20]
- Mangelia dorsuosa (Gould, 1860)[21]
- Mangelia dunkeri Kuroda, 1961[22]
- Mangelia elusiva (Dall, 1881)[23]
- Mangelia farina (Nordsieck, 1977)[24]: (nomen dubium)
- Mangelia fieldeni (van Aartsen & Fehr-de Wal, 1978)[25]
- Mangelia fulvicans (Strebel, 1908)
- Mangelia gazellae (Strebel, 1905)
- Mangelia grisea (Nordsieck, 1977)[26]: (nomen dubium)
- Mangelia hiradoensis (Makiyama, 1927)[27]
- Mangelia hyemalis (Mabille & Rochebrune, 1889)
- Mangelia indistincta (Monterosato, 1875)[28]
- Mangelia inusitata Rolan & Otero-Schmitt, 1999[29]
- Mangelia jerbaensis (Della Bella & Spada in Chirli, 1997)[30]
- Mangelia lastica Dall, 1927
- Mangelia lineorosata Rolan & Otero-Schmitt, 1999[31]
- Mangelia lischkei (Smith E. A., 1888)[32]: đồng nghĩa của Leiocithara lischkei (E. A. Smith, 1888)
- Mangelia lutea Gould, 1860[33]
- Mangelia martensi (Strebel, 1905)[34]
- Mangelia melitensis Cahcia & Misfud, 2008[35]
- Mangelia mica (Philippi, 1849)[36]
- Mangelia michaelseni (Strebel, 1905)
- Mangelia multilineolata (Deshayes, 1835)[37]
- Mangelia nuperrima (Tiberi, 1855)[38]
- Mangelia ossea (Nordsieck, 1968)[39]
- Mangelia paciniana (Calcara, 1839)[40]
- Mangelia paessleri (Strebel, 1905)
- Mangelia pallaryi (Nordsieck, 1977)[41]
- Mangelia payraudeauti (Deshayes, 1835)[42]
- Mangelia pelagia (Dall, 1881)[43]
- Mangelia perattenuata (Dall, 1905)[44]
- Mangelia pontica Milaschewitsch, 1908[45]
- Mangelia pontyi (Dautzenberg, 1910)[46]
- Mangelia powisiana (Dautzenberg, 1887)[47]: đồng nghĩa của Bela powisiana (Dautzenberg, 1887)
- Mangelia pseudoattenuata Ardovini, 2004[48]
- Mangelia pulchrior (Dall, 1921)[49]
- Mangelia rhabdea Dall, 1927
- Mangelia rugulosa (Philippi, 1844)[50]: đồng nghĩa của Mangelia unifasciata (Deshayes, 1835)
- Mangelia sagena (Dall, 1927)[51]
- Mangelia sandrii (Brusina, 1865)[52]
- Mangelia scabrida Monterosato, 1890[53]
- Mangelia sculpturata (Dall, 1887)[54]
- Mangelia secreta (van Aartsen & Fehr-de Wal, 1978)[55]
- Mangelia senegalensis (Von Maltzan, 1883)[56]
- Mangelia serga (Dall, 1881)[57]
- Mangelia sicula Reeve, 1846
- Mangelia smithii (Forbes, 1840)[58]: đồng nghĩa của Mangelia costulata Risso, 1826
- Mangelia stosiciana Brusina, 1869[59]
- Mangelia striolata Risso, 1826[60]: đồng nghĩa của Mangelia attenuata (Montagu, 1803)
- Mangelia strongyla Dall, 1927
- Mangelia subcircularis Dall, 1927
- Mangelia subsida (Dall, 1881)[61]
- Mangelia taeniata (Deshayes, 1835)[62]
- Mangelia tenuicostata Brugnone, 1868[63]
- Mangelia toreumata (Dall, 1889)[64]
- Mangelia unifasciata (Deshayes, 1835)[65]
- Mangelia vauquelini (Payraudeau, 1826)[66]
- Mangelia vitrea Nomura & Zinbo, 1940[67]